# Remények földje
Izaura TV
A Remények földje (eredeti címe: Bir Zamanlar Çukurova) egy 2018 és 2022 között vetített török drámasorozat, amelyet Murat Saraçoğlu rendezett. A forgatókönyvet Yıldız Tunç, Su Ersöz és Derem Çıray írta. A sorozat az 1978-as Mennyei napok című Oscar-díjas amerikai filmdráma alapján készült.
Törökországban a sorozatot 2018. szeptember 13-tól 2022. június 16-ig sugározta az ATV. Magyarországon az első két évadot 2020. január 2-tól november 2-ig sugározta a TV2, azonban mivel majdnem utolérték a törökországi sugárzást az itthoni vetítések, ezért egy évig szünetelt a magyarországi vetítés és 2021. november 4-én kezdte el vetíteni a harmadik évadot a TV2. Az itthoni befejezésre 2022. november 8-án került sor.   

## Történet
A helyi varrodában dolgozó, gyönyörűszép Züleyha meg van áldva szerencsejátékfüggő féltestvérével, Velivel, aki annyi tartozást halmozott fel, hogy megfenyegetik: vagy összeszedi a pénzt, vagy odaadja nekik húgát, Züleyhát. A mocskos, alvilági férfi karjaiból csak igaz szerelme, Yılmaz tudja kiszabadítani a lányt, de nem akármilyen áron. A fiatal szerelmesek menekülni kényszerülnek egy ismeretlen világba. A két szerelmespár hazudni méltatnak a birtokon élőknek, miszerint Yılmaz és Züleyha testvérek.
A történet a '70-es évek végén játszódik.

## Szereplők
| Szereplő neve                | Színész(nő)        | Magyar hangja                                 | Szerep |
| ---------------------------- | ------------------ | --------------------------------------------- | --- |
| Züleyha Altun                | Hilal Altınbilek   | Mikecz Estilla                                | Anyósa halála után a Yaman birtok asszonya, Cukurova földesasszonya. Yilmaz szerelme, Demir majd Hakan özvegye, Adnan és Leyla édesanyja.                                                                              |
| Yılmaz Akkaya†               | Uğur Güneş         | Szatory Dávid                                 | Cukorovai földesúr, Züleyha szerelme, Müjgan férje, Adnan és Kerem Ali apja. Autóbalesetben veszti életét. |
| Demir Yaman†                 | Murat Ünalmış      | Galambos Péter                                | Cukurova legnagyobb hírű földesura, Hünkar fia, Züleyha férje, Adnan és Leyla édesapja. A villában történt merénylet során lelövik majd meghal, holttestét később találják meg.                                        |
| Hünkar Saraçoğlu/Yaman†      | Vahide Perçin      | Kovács Nóra                                   | Cukurova nagyasszonya, Demir anyja, Adnan és Leyla nagymamája, Ali Rahmet szerelme. Behice halálra késeli, miután Hünkar rájön a titkaira.                                                                             |
| Nagymama/Azize Saraçoğlu     | Serpil Tamur       | Tímár Éva                                     | Hünkar édesanyja, Demir nagymamája. Szinte túléli az összes rokonát, 109 évesen hunyt el természetes halállal 2011-ben.                                                                                                |
| Müjgan Hekimoğlu†            | Melike İpek Yalova | Nagy Katica                                   | Doktornő aki Yilmaz özvegye, Kerem Ali édesanyja, Fikret szerelme. Repülőbalesetben meghalt. |
| Cengaver Çimen†              | Kadim Yasar        | Fazekas István                                | Demir barátja. Hatip aga ölte meg. |
| Sabahattin Arcan             | Turgay Aydın       | Szatmári Attila                               | Sermin csendes férje, Betül édesapja. |
| Şermin Arcan                 | Sibel Taşcıoğlu    | Mezei Kitty                                   | Sabahattin nagyszájú neje, Betül édesanyja, Demir unokatestvére. Saját családját tekinti ellenségének, sok fejtörést okoz a nagynénjének Hünkarnak, majd Züleyhának is. Elszegényedve hal meg takarítónőként 1990-ben. |
| Füsun Arman                  | Yeliz Doğramacılar | Roatis Andrea                                 | Sermin cserfes barátnője, Ahmed neje. Később a férjével elválnak, és a mai napig a Cukurovai idősek otthonában pletykál.                                                                                               |
| Gaffur Taşkın                | Bülent Polat       | Gémes Antos                                   | Saniye özvegye, Gülsüm férje, Üzüm és Mehmet Ali apja, Gülten testvére. Intéző a villában. Időskorában a családja körében pihent meg.                                                                                  |
| Saniye Taşkın†               | Selin Yeninci      | Bogdányi Titanilla                            | Gaffur neje, Üzüm anyja, Hünkar majd Züleyha intézője illetve szakács a villában. Gültennel együtt egy autóbalesetben halt meg.                                                                                        |
| Gülten Taşkın†               | Selin Genç         | Bartsch Kata 1. hang Gyöngy Zsuzsanna 2. hang | Cetin neje, Gaffur húga, Züleyha bizalmasa illetve konyhalány a villában. Saniye-vel együtt egy autóbalesetben halt meg.                                                                                               |
| Fadik                        | Polen Emre         | Mórocz Adrienn                                | Rasit neje, Züleyha bizalmasa illetve konyhalány a villában. Kettő gyermeke született. |
| Ali Rahmet Fekeli†           | Kerem Alisik       | Kőszegi Ákos                                  | Cukurova földesura, Hünkar szerelme, Yilmaz fogadott apja, Kerem Ali nagyapja, Fikret bácsikája. Abdulkadir emberei ölik meg.                                                                                          |
| Çetin Ciğerci                | Aras Şenol         | Czető Roland                                  | Gülten özvegye, Yilmaz és Fikret fogadott testvére, Ali Rahmet bizalmasa. Van egy Gülten nevű lányuk a feleségével. |
| Fikret Fekeli/Yaman          | Furkan Palalı      | Ágoston Péter                                 | Ali Rahmet és Lütfiye unokaöccse, Demir féltestvére, Müjgan majd Zeynep szerelme, lányukat Müjgannak nevezték el. Kerem Ali fogadott apja.                                                                             |
| Lütfiye Duman                | Hülya Darcan       | Kocsis Mariann                                | Fikret nagynénje, Ali Rahmet sogórnője, Züleyha bizalmasa. Cukurova polgármestere. 80 éves korában, 2000-ben békében hunyt el.                                                                                         |
| Betül Arcan                  | İlayda Çevik       | Sánta Annamária                               | Sermin és Sabahattin rosszéletű lánya. Hakan megöléséért 24 év börtönre ítélik, szabadulása óta nem látta senki. |
| Hakan Gümüşoğlu/Mehmet Kara† | İbrahim Çelikkol   | Moser Károly                                  | Züleyha üzlettársa, majd férje. Azért érkezett Cukurovába, hogy megbosszulja testvérei halálát. Betül véletlen lelövi, a kórházban belehal sérüléseibe.                                                                |
| Abdulkadir Keskin            | Erkan Bektaş       | Mihályi Győző                                 | Hakan társa, Betül szeretője. Ali Rahmet meggyilkolásáért elítélik, a börtönben verekedésben vesztette életét. |
| Haşmet Çolak                 | Altan Gördüm       | Faragó András                                 | Cukurova beképzelt földesura. A fiával megölte Saniye-t és Gültent. 1985-ben halt meg a börtönben. |
| Cevriye                      | Irmak Aydın        | Kokas Piroska                                 | Rasit unokanővére, konyhalány a villában Saniye és Gülten halála után. Ibo bácsi elveszi feleségül. |
| Zeynep Yılmaz                | Ümit Beste Kargın  |                                               | Fikret felesége, Müjgan anyja, Kerem Ali fogadott anyja. |
| Sevda Çağlayan/Fatma Özden†  | Nazan Kesal        | Kocsis Judit                                  | Bárénekesnő aki Demir néhai apjának szeretője, Ümit édesanyja. A lánya ölte meg véletlen. Demir elássa a holttestét.                                                                                                   |
| Ayla Ümit Kahraman†          | Hande Soral        | Gáspár Kata                                   | Doktornő a kórházban, Demir szeretője. Züleyha ölte meg. |
| Behice Hekimoğlu†            | Esra Dermancıoğlu  | Makay Andrea                                  | Müjgan nagynénje. Több férjével is végzett. Hünkar rájön a titkára, ezért megöli. Amikor kiderül az igazság öngyilkos lesz.                                                                                            |
| Veli Erdönmez                | Mustafa Açılan     | Makranczi Zalán                               | Züleyha féltestvére, aki eladja egy maffiózónak. Később amikor a húga férjhez megy megjelenik Cukurovában. Ezután a haragosai halálra verik.                                                                           |

## Évados áttekintés
| Évad | Évad | Epizódok | Epizódok | Eredeti sugárzás     | Eredeti sugárzás | Magyar sugárzás (TV2) | Magyar sugárzás (TV2) |
| Évad | Évad | Török    | Magyar   | Évadpremier          | Évadfinálé       | Évadpremier           | Évadfinálé            |
| ---- | ---- | -------- | -------- | -------------------- | ---------------- | --------------------- | --------------------- |
|      | 1.   | 35       | 113      | 2018. szeptember 13. | 2019. május 30.  | 2020. január 2.       | 2020. június 12.      |
|      | 2.   | 28       | 88       | 2019. szeptember 19. | 2020. április 9. | 2020. június 15.      | 2020. november 2.     |
|      | 3.   | 39       | 118      | 2020. szeptember 17. | 2021. június 24. | 2021. november 4.     | 2022. május 2.        |
|      | 4.   | 39       | 117      | 2021. szeptember 9.  | 2022. június 16. | 2022. május 3.        | 2022. november 8.     |